# Зоран Тегелтија
Зоран Тегелтија (Мркоњић Град, 29. септембар 1961) српски је политичар и економиста. Тренутно врши дужност директора Управе за индиректно опорезивање, од 18. маја 2023. године.
Почетком 2023 године је био изабран за заменика председавајуће Савјета министара Босне и Херцеговине и министар финансија и трезора, да би 22. августа поднео оставку на обе позиције, јер је пар месеци раније именован за директора Управе за индиректно опорезивање.
Вршио је дужност гредседавајућег Савјета министара Босне и Херцеговине, био је министра финансија Републике Српске, народни посланик у Народној скупштини Републике Српске, начелник општине Мркоњић Град и предсједник Кошаркашког савеза Републике Српске.

## Биографија
Рођен је 29. септембра 1961. године у Мркоњић Граду, гдје је завршио основну школу и гимназију. Године 1986. је дипломирао на Економском факултету Универзитета у Сарајеву. Магистрирао је 2004. године, а затим 2007. године и докторирао на Универзитету Јанићије и Даница Карић у Београду. Ожењен је и има двоје дјеце.
Између осталог, био је запослен у Рафинерији нафте, Пореској управи и Републичкој управи царина Републике Српске. У периоду од 2000. до 2002. године био је народни посланик Скупштине Републике Српске, а након тога предсједавајући Државне комисије за граничне прелазе Босне и Херцеговине.
На мјесто начелника општине Мркоњић Град изабран је 2004. године, и 2008. године. Члан је Странке независних социјалдемократа и 2006. године на општим изборима у Босни и Херцеговини је био шеф изборног штаба ове партије.
За министра финансија Републике Српске је изабран у Народној скупштини Републике Српске 29. децембра 2010. године као члан владе Александра Џомбића, а на ту функцију је касније биран и као члан прве и друге владе Жељке Цвијановић.